# Arnold Plankensteiner
Arnold Alois Franz Plankensteiner (* 21. Juni 1824 im Schloss Velden, Gemeinde Sankt Veit in der Gegend; † 27. Juni 1878 in Liebenau (heute Stadt Graz)) war Gutsbesitzer und Abgeordneter zum Österreichischen Abgeordnetenhaus.

## Leben
Arnold Plankensteiner war Sohn des Gutsbesitzers Alois Plankensteiner († 1830). Er besuchte ab 1837 das Akademische Gymnasium in Graz und studierte bis 1847 Rechtswissenschaft an der Universität Graz. Bis 1856 war er Besitzer des Guts Pichlschloss (heute in der Gemeinde Neumarkt). Im Jahr 1856 errichtete er einen landwirtschaftlichen Musterbetrieb in Liebenau. Außerdem war er Mühlen- und Realitätenbesitzer und Präsident der Grazer Frucht- und Mehlbörse. Im Jahr 1872 zog er sich aus dem öffentlichen Leben zurück.
Plankensteiner wurde im Jahr 1869 das Ritterkreuz des Franz-Joseph-Ordens verliehen, er lehnte aber diese Ordensverleihung ab, weil er der Meinung war, dass nicht die Hoffnung auf Auszeichnungen die Triebfeder sein soll, die einen leitet.
Er war von 1861 bis 1872 Mitglied im steiermärkischen Landtag (I., II., III. und IV. Wahlperiode), Kurie Landgemeinden, in der IV. Wahlperiode Kurie Städte und Märkte. Von 1870 bis 1872 war er auch im Landesausschuss.
Er war römisch-katholisch, zuerst mit Elisabeth Heschl und ab 1866 mit Theresia von Ulm verheiratet. Er hatte fünf Töchter und fünf Söhne, wobei zwei Söhne jung verstorben sind.

## Politische Funktionen
Arnold Plankensteiner war vom 20. Mai 1867 bis zum 9. September 1869 Abgeordneter des Abgeordnetenhauses im Reichsrat (II. Legislaturperiode) und vertrat dort für das Kronland Steiermark die Kurie Landgemeinden in der Steiermark  (Bruck, Aflenz, Mariazell, Kindberg, Mürzzuschlag, Leoben, Mautern, Eisenerz, Judenburg, Knittelfeld, Obdach, Oberzeiring, Liezen, Rottenmann, St. Gallen, Murau, Oberwölz, Neumarkt, Irdning, Gröbming, Schladming, Aussee). Am 9. September 1869 trat er von seinem Mandat zurück, da ihm seine Verhältnisse die Ausübung des Mandats nicht mehr gestatteten.

## Klubmitgliedschaften
Arnold Plankensteiner war ab 1867 Mitglied im Herbst-Kaiserfeld'schen Klub und ab dem 2. Oktober 1867 im Klub der Linken.